# Asclerocheilus beringianus
Asclerocheilus beringianus är en ringmaskart som beskrevs av Uschakov 1955. Asclerocheilus beringianus ingår i släktet Asclerocheilus och familjen Scalibregmatidae.
Artens utbredningsområde är Mexikanska golfen. Inga underarter finns listade i Catalogue of Life.